# 刘思宇
刘思宇（英語：Beni Liu；1985年4月5日—），旅居奥地利的中国钢琴家，出生于黑龙江省哈尔滨市，2012年毕业于奥地利安东布鲁克纳音乐表演与舞蹈艺术大学，获得钢琴表演硕士学位。现为安东布鲁克纳音乐表演与舞蹈艺术大学钢琴艺术指导教师，奥地利Waldhausen国际大师班授课专家。
2013年9月，刘思宇正式成为安东布鲁克纳音乐表演与舞蹈艺术大学声乐歌剧学院的钢琴艺术指导教师，并获得了终身聘任合同。她是该校历史上首位中国籍钢琴艺术指导教师。